# Cymatogaster aggregata
Cymatogaster aggregata är en fiskart som beskrevs av Gibbons, 1854. Cymatogaster aggregata ingår i släktet Cymatogaster och familjen Embiotocidae. Inga underarter finns listade i Catalogue of Life.